# Edward Sapir

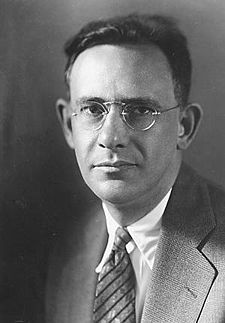
Edward Sapir

Edward Sapir (Lauenburg,  26 januari 1884 – New Haven, 4 februari 1939) was een Amerikaans etnoloog en linguïst. Hij geldt samen met Leonard Bloomfield als de grondlegger van het Amerikaanse structuralisme.

## Leven en werk
Sapir werd geboren in Pommeren, in een van oorsprong Litouws-Joods gezin, dat in 1889 naar Amerika emigreerde. Hij studeerde germanistiek en Indo-Europese talen aan de Columbia Universiteit in New York en studeerde af met een dissertatie over Johann Gottfried Herders theorie over de oorsprong van de taal. Na zijn studie leerde hij de antropoloog Franz Boas kennen, met wie hij veldonderzoek ging doen naar een aantal inheemse Amerikaanse talen. Dat werk leverde een vernieuwende aaneenknoping op van linguïstiek en antropologie en veel kennis over de structuur en verwantschap van de oorspronkelijke Amerikaanse Indianentalen (met name van de Hokantalen, de Uto-Azteekse talen en de Algische talen). 
Vanaf 1910 werkte Sapir als directeur van het antropologisch museum te Ottawa en later als professor aan de Yale-universiteit en de Universiteit van Chicago, zijn inzichten uit tot een Amerikaanse variant van het structuralisme. Hij werd uiteindelijk vooral bekend door de samen met Benjamin Lee Whorf ontwikkelde Sapir-Whorfhypothese, die stelt dat de waarneming en voorstelling van de werkelijkheid sterk afhangt van de taal die iemand ter beschikking heeft. Een belangrijk gevolg van deze hypothese is het linguïstisch relativisme, dat aan een overkoepelende taaltheorie twijfelt en stelt dat de taal niets anders is dan een wereldvisie die de menselijke perceptie van de realiteit gestalte geeft. Ter ondersteuning van dat relativisme bracht Sapir een tijd bij de Hopi door. Hij oordeelde dat het wereldbeeld van de Hopi ook volkomen afweek van het Indo-Europese, met name op het punt van hun (circulaire) tijdsbeleving.
In de laatste fase van zijn leven verwijderde Sapir zich enigszins van de klassieke taalkunde, en verdiepte hij zich met name in de theosofie. In 1937 kreeg hij een hartinfarct waarvan hij nooit meer volledig herstelde. Hij overleed in 1939.

## Publicaties (selectie)
- Herders "Ursprung der Sprache", in: Modern Philology, Band 5, 1907.
- Wishram Texts, together with Wasco Tales and Myths. In: American Ethnological Society Publications II, Franz Boas (ed.) Leiden: E.J. Brill, 1909.
- Notes on Chasta Costa Phonology and Morphology. University Museum Publications 1914.
- Language. An Introduction to the Study of Speech. Nw York: Harcourt Brace, 1921 (Ned. vert. Wat is taal? Inleiding tot de taalkunde. Amsterdam, 1949).
- Wishram Ethnography (met Leslie Spier), University of Washington Publications in Anthropology, Band 3, 1930.
- The Function of an International Auxiliary Language, in: Psyche, Band 11, 1931.
- Nootka Texts, 1939.
- Notes on the Culture of the Yana. Met Leslie Spier. University of California Press 1943.
- Selected Writings on Language, Culture, and Personality. David G. Mandelbaum (ed.), Berkeley, 1947.
- Anthropology, 1984
- The Psychology of Culture. A Course of Lectures. Judith T. Irvine (ed.), de Gruyter 2002 ISBN 978-3-11-017282-9